# 11 دقيقة (فلم)
11 دقيقة (بالإنجليزية: 11 Minutes) هو فيلم إثارة بولندي أيرلندي إنتاج عام 2015 من تأليف وإخراج جيرزي سكوليموفسكي، وبطولة ريتشارد دورمير، بولينا تشابكو، فويتشخ ميتسفالدفسكي، أندرزيج شيرا، داود أوجروندك، اجاتا بوزيك، بيوتر جلواكي، ماتيوس كوشيوكيفيتش، إيفي أودي، يان نويكي، آنا ماريا بوكزيك، ولوكاس سيكورا. تدور أحداث الفيلم في وارسو، ويحكي قصة حياة العديد من الأشخاص على مدار إحدى عشرة دقيقة في يوم واحد. تم عرض الفيلم لأول مرة عالميًا في قسم المنافسة في مهرجان البندقية السينمائي الدولي الثاني والسبعين في 9 سبتمبر 2015. تم اختياره ليكون ضمن الافلام البولندية المشاركة في جائزة الأوسكار لأفضل لغة أجنبية في حفل توزيع جوائز الأوسكار الثامن والثمانون، ولكن لم يتم ترشيحه. تم تصوير الفيلم بشكل أساسي في وارسو. تم التصوير الإضافي في دبلن، وكذلك في استوديوهات ألفيرنيا بالقرب من كراكوف.

## السيناريو
مدينة كبيرة معاصرة ومجموعة من سكانها، تتقاطع حياتهم. خلال 11 دقيقة من حياة شخصيات مختلفة مقدمة في قصص متوازية زوج غيور بشكل مهووس، زوجته الممثلة، مخرج هوليوود متستر، ساعي مخدرات، بائع نقانق ذو ماض غامض، فتاة مع كلب محبوب، طالب محبط في مهمة محفوفة بالمخاطر، ومتسلق جبال ينظف نوافذ الفندق، وطاقم سيارة إسعاف، ومجموعة من الراهبات ورسام عجوز. وقبل الثانية الأخيرة من الدقيقة الحادية عشرة، يرتبط مصيرهما بحدث سيؤثر بالتأكيد على حياتهما.

## طاقم التمثيل
- ريتشارد دورمير في دور المخرج ريتشارد مارتن
- بولينا تشابكو في دور آنا هيلمان
- فويتشخ ميتسفالدفسكي في دور زوج آنا
- أندرزيج شيرا في دور بائع هوت دوج
- داود أوجروندك في دور ساعي
- اجاتا بوزيك في دور المتسلق
- بيوتر جلواكي في دور المتسلق
- ماتيوز كوسيوكيفيتش في دور صديق سابق
- إيفي أودي في دور فتاة مع كلب
- يان نويكي في دور الرسام
- آنا ماريا بوكزيك في دور الدكتورة إيوا كرول
- لوكاس سيكورا في دور الصبي
- غرازينا بوينسكا كولسكا في دور المرأة الحامل
- يانوش شابيور في دور الرجل المحتضر

### الجوائز
| جائزة                            | سنة الحفل | فئة                                                                    | المستلم           | نتيجة | المرجع |
| -------------------------------- | --------- | ---------------------------------------------------------------------- | ----------------- | ----- | ------ |
| مهرجان البندقية السينمائي        | 2015      | إشارة خاصة: أعضاء لجنة تحكيم الشباب في مهرجان فيتوريو فينيتو السينمائي | 11 Minutes        | فوز   | [ 6 ]  |
| مهرجان لشبونة وإستوريل السينمائي | 2015      | أفضل فيلم                                                              | 11 Minutes        | فوز   | [ 7 ]  |
| جوائز الأفلام البولندية          | 2016      | أفضل مونتاج                                                            | Agnieszka Glińska | فوز   | [ 8 ]  |
| سينيست                           | 2016      | جائزة النقاد                                                           | 11 Minutes        | فوز   | [ 9 ]  |
| جوائز الأفلام الأوروبية          | 2016      | أفضل مصمم صوت                                                          | Radosław Ochnio   | فوز   | [ 10 ] |

## روابط خارجية
- 11 دقيقة  في قاعدة بيانات الأفلام على الإنترنت (بالإنجليزية)